# Peugeot 500 GP
La Peugeot 500 GP è una motocicletta da competizione prodotta dalla Peugeot tra il 1913 e il 1924.
Il prototipo a 4 valvole della Peugeot 500 GP è considerato dagli storiografi del motorismo una pietra miliare nella storia dell'evoluzione tecnica motociclistica, al pari della Moto Guzzi G.P. 500, della CNA Rondine, del Cushman Scooter, della DKW RT, della Norton Manx o della Piaggio Vespa.

## Il contesto
Nel suo primo decennio di vita come costruttore di veicoli automobili, la Peugeot venne fortemente apprezzata, anche all'estero, soprattutto per la produzione di motocicli e motori sfusi, settore nel quale si confrontava validamente con la prestigiosa concorrente Anzani.
Molte furono le vittorie in tutta Europa conseguite da piloti con motociclette dotate dei bicilindrici a V stretto prodotti dalla Peugeot, come la vittoria di Rem Fowler su Norton al Tourist Trophy del 1907 o la storica doppietta realizzata da Will Cook su NLG all'inaugurale Motor Cycle Scratch Race di Brooklands nel 1908.
Incoraggiata dai successi sportivi, nel 1912 la Peugeot decise di dare vita a un proprio reparto corse, noto come Équipe des Charlatans (Squadra dei Ciarlatani), arruolando piloti, meccanici e giovani ingegneri come l'italiano Paolo Zuccarelli e lo svizzero Ernest Henry, cui venne affidato l'incarico di progettare un nuovo motore motociclistico da impiegare nelle competizioni.

## Il prototipo 500 GP "4V"
Henry impiegò pochi mesi a calcolare e disegnare un innovativo bicilindrico con distribuzione a quattro valvole, ma appena terminato il progetto nacquero alcune divergenze che convinsero Henry a lasciare la Peugeot per accettare l'offerta della Ballot, dove si trasferì lasciando sulla carta il nuovo motore.
La realizzazione del progetto di Henry venne affidata all'ingegnere romeno Lessman Antonescu che provvide ad apportare alcune modifiche al sistema di lubrificazione. Il prototipo fu concluso alla fine del 1913, rivelando una moto sottocanna dalle caratteristiche tecniche avanzate per l'epoca: su un telaio monoculla rigido, di chiara derivazione ciclistica, era montato un compatto motore bicilindrico verticale frontemarcia con distribuzione bialbero a 4 valvole in testa per cilindro, collegata all'albero motore da una cascata di ingranaggi. Quest'ultimo poggiava su tre supporti di banco dotati di cuscinetti a sfere e il cambio era in blocco.
I collaudi su strada iniziarono nella primavera dell'anno successivo e il 14 giugno 1914, condotta dal pilota francese Paul Péan,  la "500 GP" venne impiegata in un record di velocità sulla pista di Achères-la-Forêt, conquistando i primati mondiali sulle distanze del chilometro lanciato e del miglio lanciato, rispettivamente alle velocità medie di 122,449 e 121,050 Km/h. Furono però riscontrati alcuni problemi sull'uso continuato, causati dal surriscaldamento della testata.
A partire dal successivo mese di luglio, lo scoppio della prima guerra mondiale obbligò la Peugeot a profondere tutte le sue risorse tecniche e produttive nello sforzo bellico, per oltre un lustro. L'evoluzione del prototipo venne abbandonata e il reparto corse dismesso.

### La replica
Il prototipo della "500 4V" è stato replicato da un ingegnere elettronico francese, tale Jean Boulicot, attraverso un lungo lavoro di aggiustaggio durato dal 2000 al 2010, nella piccola officina allestita all'interno della sua abitazione. La replica, perfettamente funzionante, è stata esposta al Paris Rétromobile motor show del 2010.

## La 500 GP "2V"
Terminato il conflitto e superate le più gravi urgenze del dopoguerra, nel 1921 il reparto corse Peugeot fu ricostituito e Antonescu riprese lo sviluppo della "500 GP" che, dopo sette anni, era per molti versi ormai obsoleta.
Le numerose e sostanziali modifiche apportare risultano essere "figlie" dell'evoluzione tecnica sviluppatasi nel corso della guerra, ovvero non più votate alla sperimentazione ardita, ma principalmente tese a migliorare la robustezza e l'affidabilità del mezzo meccanico. Il telaio venne sostituito con un robusto "doppia culla", mentre il motore mantenne la primigenia architettura bicilindrica, ma con distribuzione monoalbero a due valvole, comandata da un robusto alberello verticale a coppie coniche finali.
Nonostante l'appesantimento del telaio e la minor sofisticatezza tecnologica del motore, i risultati furono superiori ai precedenti. Infatti, l'evoluzione nello studio dei materiali e nella produzione di macchine utensili, soprattutto conseguita in campo aeronautico, consentiva una più elevata resistenza dei componenti, congiuntamente a minori tolleranze nel loro assemblaggio.
Nel 1922 la nuova "500 GP" venne sperimentata lul rettifilo del Bois de Boulogne, raggiungendo la velocità di 137,405 km/h sul chilometro lanciato.
Il debutto nelle competizioni avvenne nella stagione motociclistica 1923. La rinata Équipe des Charlatans, rappresentata sui campi di gara dal veterano Péan, affiancato da René Gillard e Jean Richard, si aggiudicò 21 delle 23 gare a cui prese parte, spesso occupando due o tutti i gradini del podio. Fra le più importanti, la vittoria nel Gran premio delle Nazioni a Monza, l'11 settembre, nel quale Gillard inflisse agli avversari pesanti distacchi. Il 6 dicembre i piloti diedero dimostrazione delle capacità velocistiche, raggiungendo sul rettilineo di Arpajon la media di 165,400 km/h sul chilometro lanciato.
Durante l'inverno il reparto corse Peugeot lavorò alla costruzione di un prototipo derivato dalla "500 GP" con cilindrata di 750 cc che, testato su pista il 6 giugno successivo, raggiunse 168 km/h al primo tentativo.
Per quanto riguarda la stagione agonistica 1924 si verificò un'altra serie di successi, culminati con la vittoria ottenuta il 12 ottobre da Richard che si aggiudicò la classe 500 del Grand Prix MCF, nella gara inaugurale del Circuito di Montlhéry, davanti al compagno di squadra Péan, alla velocità media di 141,688 km/h, mantenuta per gli oltre 200 km della competizione.
Quelle prime stagioni trionfali furono anche le ultime. Nella seconda metà del 1924 la Peugeot fu colpita da gravi difficoltà finanziarie, principalmente dovute a errati investimenti in campo automobilistico e aggravate dalla forte diminuzione delle immatricolazioni sul mercato motociclistico nazionale e, ancor più, dal crollo delle esportazioni di motori sfusi del dopoguerra. Le necessità belliche, infatti, avevano costretto i Paesi coinvolti nel conflitto a dotarsi di officine meccaniche tecnicamente evolute, allo scopo dio costruire e manutenere automezzi e aerei militari. Al termine della guerra, molte aziende inglesi e italiane non avevano più bisogno di rivolgersi ai costruttori francesi, essendo in grado di costruire autonomamente i propulsori.
La Peugeot decise di abbandonare le competizioni nel settore motociclistico e il reparto corse fu nuovamente dismesso. Gli esemplari costruiti della "500 GP", forse una decina, vennero ceduti a piloti privati che continuarono a utilizzarli in varie stagioni sportive, aggiornandoli artigianalmente. Non mancarono altre vittorie e buoni piazzamenti, ma senza la continua e adeguata evoluzione tecnica dei mezzi, le "500 GP" persero rapidamente la loro superiorità nei confronti della concorrenza.